# Lucy in the Sky with Diamonds
„Lucy in the Sky with Diamonds“ je píseň, jejímž hlavním autorem je John Lennon, nicméně na desce je autorství přiznáno duu Lennon/McCartney. V roce 1967 vyšla na albu skupiny The Beatles Sgt. Pepper's Lonely Hearts Club Band. Toto album je nejprodávanějším albem šedesátých let dvacátého století a velmi dobře se prodává dodnes.
Název byl inspirován kresbou Lennonova syna Juliana pojmenovanou „Lucka — na nebi s diamanty”. Julian tehdy chodil do mateřské školy. Krátce po vydání alba se ale objevily spekulace, že první písmena každého podstatného jména v názvu jsou jasnou zkratkou pro tehdy kapelou užívanou halucinogenní drogu LSD. Ačkoli John Lennon tyto spekulace veřejně odmítl, BBC tuto skladbu zakázala.
Paul McCartney nicméně v rozhovoru z roku 2004 přiznal, že text písně je o LSD, když prohlásil: „V písničkách jako Got to Get You Into My Life, kde jsou zřejmé narážky na drogy, tyto souvislosti věděl málokdo. Třeba Day Tripper je LSD taky inspirovaná. U Lucy in the Sky je to snad naprosto zřejmé. Jsou i další, ale přeceňovat vliv drog na tvorbu The Beatles je snadné.”